# 孫鳴教
孫鳴教（？年—？年），字道卿，湖廣京山縣（今湖北省京山市）人。明朝政治人物。隆慶庚午舉人，萬曆時官至直隸淮安府同知。

## 生平
隆慶四年（1570年），中式庚午科湖廣鄉試舉人。萬曆十一年（1583年），任廣東惠州府推官。萬曆二十二年（1594年），朝廷增設淮安府徐屬河務同知，專管徐、蕭、豐、碭四州縣的黃河南岸水利工程，孫鳴教為首任。年五旬，免官歸里。又二十年，卒。

## 家族
兄孫鳴治，隆慶四年（1570年）鄉試同榜舉人。

## 墓葬
孫鳴教墓，在京山縣南五十里分水嶺。